# فروده نيلسن
فروده نيلسن (بالنرويجية البوكمول: Frode Nilsen)‏ هو دبلوماسي نرويجي، ولد في 12 ديسمبر 1923 في آرندال في النرويج، وتوفي في 29 يونيو 2016.